# The Wesley's Mysterious File
Pour plus de détails, voir Fiche technique et Distribution.
The Wesley's Mysterious File (衛斯理藍血人, Wai See Lee: Lam huet yan) est un film de science-fiction hongkongais réalisé par Andrew Lau et sorti en 2002 à Hong Kong. C'est l'adaptation d'un roman de la série Wisely Series (en) de Ni Kuang.
Il totalise 9 057 015 HK$ de recettes au box-office.

## Synopsis
Wesley (Andy Lau) travaille à San Francisco pour la AAA (Aliens Analysing Agency), un département des Nations Unies enquêtant sur des observations extraterrestres. Lorsque Fong (Rosamund Kwan), une extraterrestre de la planète Bleu foncée échouée sur Terre il y a six cents ans, débarque en ville à la recherche des restes du squelette de son frère Tan, deux agents du département Double-X du FBI (Shu Qi et Roy Cheung) découvrent un complot gouvernemental impliquant des expériences humaines avec deux espèces extraterrestres différentes.

## Fiche technique
- Titre original : 衛斯理藍血人
- Titre international : The Wesley's Mysterious File
- Réalisation : Andrew Lau
- Scénario : Wong Jing et Thirteen Chan
- Photographie : Andrew Lau, Ko Chiu-lam et Horace Wong
- Montage : Marco Mak
- Musique : Chan Kwong-wing et Ken Chan
- Production : Wong Jing
- Société de production : Teamwork Motion Pictures
- Société de distribution : China Star Entertainment Group
- Pays d'origine :  Hong Kong
- Langue originale : cantonais
- Format : couleur
- Genre : science-fiction
- Durée : 87 minutes
- Dates de sortie :
  -  Hong Kong : 28 mars 2002
  -  Japon : 7 juin 2002
  -  Taïwan : 10 août 2002

## Distribution
- Andy Lau : Wesley
- Rosamund Kwan : Fong Tin-ai
- Shu Qi : Pak Sue
- Wong Jing : Dr. Kwok
- Mark Cheng (en) : Kill
- Almen Wong : Rape
- Roy Cheung : Pak Kei-wai
- Samuel Pang : Tan
- Patrick Lung : Mr. Chu
- Yo Yo Fong : Ling-ling
- Thomas Hudak : Wilson
- Beverly Hotsprings
- Tré Shine
- Chiu Man-cheuk